# Drei Mäderl um Schubert
Drei Mäderl um Schubert ist ein deutscher Spielfilm nach dem „Dreimäderlhaus-Roman“ von Rudolf Hans Bartsch unter der Regie von E. W. Emo aus dem Jahr 1936. Der Film trug den Untertitel Dreimäderlhaus. In Belgien lief er unter dem deutschen Titel Das Dreimäderlhaus und in Österreich unter dem Titel Mölkerbastei Nr. 3.

## Handlung
Als Hederl Tschöll sich vor einem Gewitter in eine kleine Kapelle flüchtet, macht sie die Bekanntschaft von Franz Schubert, den das Unwetter ebenfalls überrascht hat. Schubert ist voller Freude über das unverhoffte Zusammentreffen und setzt nicht nur seine Gefühle in einem Lied um, sondern schwärmt auch seinen Freunden in höchsten Tönen von dem entzückenden Mädchen vor. Schuberts Freunde wollen daraufhin ein Fest geben und Hederl dazu einladen. Doch dazu kommt es nicht. Schubert und seine Freunde sind zur Hochzeit Anton Bruneders eingeladen. Schubert ist gebeten worden, aus diesem Anlass die Orgel zu spielen. Er sagt gern zu. Auf der anschließenden Feier im Hause des Brautvaters glaubt er dann, seinen Augen nicht trauen zu können, die Braut ist „seine Hederl“.
Obwohl er mit dieser Enttäuschung schwer zu kämpfen hat, folgt er einer erneuten Einladung des Hofglasermeisters Tschöll, der den jungen Musiker gern enger an sein Haus binden möchte. Als er das Haus betritt, ist er entzückt von dem Gesang einer jungen Dame, die sich als Hederls Schwester Hannerl entpuppt. Da ihm Hannerls Stimme sehr gefällt, möchte er sie gern zur Sängerin ausbilden und Hannerl nimmt dankbar an. Beide erhalten eine Einladung auf der Gesellschaft von Baron Spaun mit einer Darbietung zur Unterhaltung der Gäste beizutragen. Schubert ist sehr erfreut und spielt so gut wie noch nie. Hannerl kann, während sie singt, kaum die Augen von ihm wenden. Auf dem Konzert ist auch der italienische Operndirektor Furlani zugegen. Er ist nicht nur von Hannerls Gesang begeistert. Die beiden tanzen ausgelassen miteinander. Furlani ist fest entschlossen, Hannerl mit nach Mailand zu nehmen und sie dort an der Oper unterzubringen. Darauf arbeitet er hin.
Schubert ist in der Folgezeit ein häufiger Besucher im Hause Tschöll, er will herausfinden, wie seine Chancen sind, um Hannerl anzuhalten. Tschöll mag den jungen Musiker und versichert ihm, dass von seiner Seite aus nicht dagegen spräche. Um für Hannerl entsprechend sorgen zu können, bewirbt sich Schubert um die Stelle eines Hofkapellmeisters. Allerdings macht ihm der einflussreiche Hofrat Schauerhuber, mit dem er sich vor kurzen angelegt hatte, einen Strich durch die Rechnung. Tschölls dritte Tochter Heiderl, die Schubert ohne Hoffnung liebt, rät ihm, ein Konzert zu geben. Da Schubert das dafür nötige Kapital nicht hat, bittet Heiderl ihren Vater, Schubert das Geld vorzustrecken. Das Konzert kommt daraufhin zustande. Schubert dirigiert selbstvergessen und wie in Trance, denn kurz zuvor hat er erfahren, dass Hannerl, um deren Hand er anhalten wollte, mit Furlani nach Mailand gegangen ist.
Heiderl folgt dem Konzert tiefbewegt. Sie ahnt, dass Schubert keiner Frau je ganz gehören wird, es ist seine wunderbare Musik, in die er sich ganz und gar verliert, und die immer an erster Stelle stehen wird. Und wie zum Trost, auch für Schubert selbst, erklingt unter seinen Händen die letzte Strophe seiner unsterblichen Wanderer-Fantasie.

## Hintergrund
Rudolf Hans Bartschs Roman Schwammerl, der die Vorlage zum Film liefert, war eines der erfolgreichsten Bücher vor dem Zweiten Weltkrieg. Der Roman diente bereits 1916 als Vorlage zum Singspiel des Komponisten Heinrich Berté mit dem Titel Das Dreimäderlhaus. Dieses 1916 in Wien uraufgeführte Werk wurde mit Aufführungen in über 60 Ländern ein Welterfolg. Das Singspiel wurde mehrfach verfilmt.

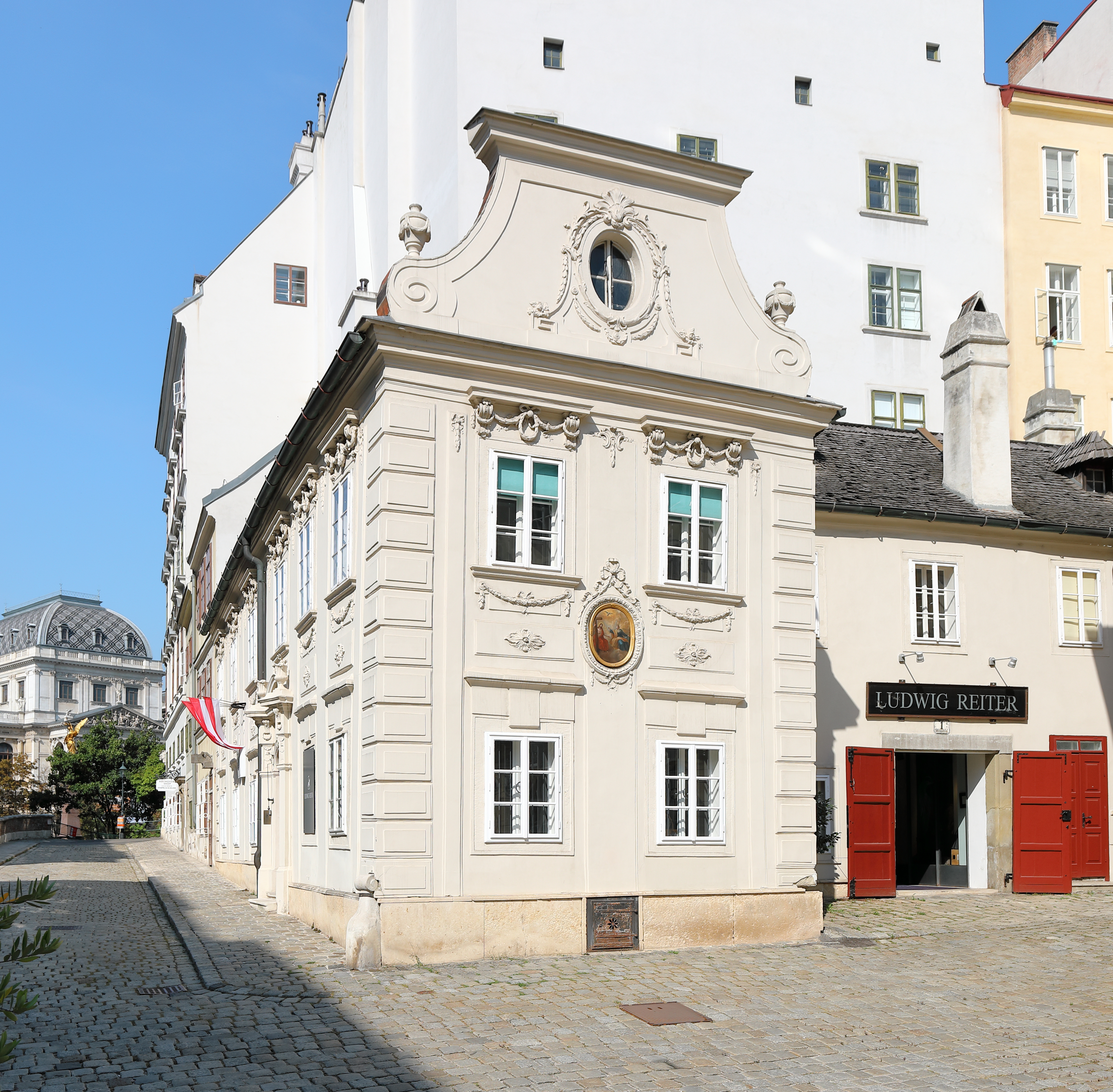
Das sogenannte „Dreimäderlhaus“ in Wien

Das „Drei Mäderl Haus“ in der Wiener Mölkerbastei liegt neben dem Pasqualati-Haus, in dem Beethoven während seines Aufenthalts in Wien meist wohnte. Der Überlieferung nach wohnte im „Drei Mäderl Haus“ die wohlhabende Bürgerfamilie Fröhlich mit ihren Töchtern Hannerl, Kati und Nanette. Deren Vater soll Franz Schubert zur Unterrichtung seiner Töchter in den Fächern Gesang und Klavier verpflichtet haben. Schubert wurde häufiger Gast dort und ein Freund der Familie. Das Haus war zu Schuberts Lebzeiten eine bekannte Begegnungsstätte kunstinteressierter Wiener. Franz Grillparzer soll eine lebenslange Liaison mit Kati Fröhlich verbunden haben.
Historischer Hintergrund: Franz Schubert (1797–1828) war ein österreichischer Komponist. Er wurde als dreizehntes von sechzehn Kindern geboren. Schon im frühen Kindesalter bekam Schubert Violin- und Orgelunterricht. Auch seine Begabung in der Komposition kristallisierte sich schon früh heraus. Wegen seiner schönen Stimme wurde er als Sängerknabe aufgenommen. Dort lernte er viele seiner späteren Freunde kennen wie Joseph von Spaun, Albert Stadler und Anton Holzapfel. Über seinen Freund Spaun kam er in Kontakt mit Franz von Schober. Zu seinem Freundeskreis, der sich ständig erweiterte, gehörten unter anderem der Maler Moritz von Schwind, der Dichter Johann Mayrhofer sowie der Bariton Johann Michael Vogl, einer der wichtigsten Sänger der Wiener Hofoper. Auch zu den Brüdern Joseph Kupelwieser, seinem späteren Librettisten, und Leopold Kupelwieser, seines Zeichens Maler, pflegte Schubert engen Kontakt. Erst 1827, ein Jahr vor seinem Tod, konnte Schubert von seinen Freunden zu einem eigenen Konzert überredet werden, das auch prompt ein großer Erfolg wurde.

## Produktion und Hintergrund
Die Dreharbeiten wurden am 12. Mai 1936 begonnen und fanden in Wien sowie im Wienerwald in Österreich statt. Die Uraufführung des Films in Deutschland war am 4. August 1936 in Berlins Atrium-Kino. Die Mölker Bastei ist ein Stadtteil Wiens, der unverändert bestehen blieb. Dort wurden auch Teile des Films gedreht. Daher rührt auch der in Österreich gebräuchliche Filmtitel Mölkerbastei Nr. 3.
Das Szenenbild stammt von Fritz Maurischat und Karl Weber, die Produktionsleitung hatte Fred Lyssa. Oskar Marion assistierte Regisseur Emo, und Anton Weber war für die Ausstattung des Films verantwortlich. Als Produktionsfirma fungierte die Algefa−Film GmbH (Allgemeine Filmaufnahme- und Vertriebs-GmbH (Berlin)), deren Gründer Paul Hörbiger, E. W. Emo und Karl Künzel waren. Der Erstverleih des Films erfolgte durch die Syndikat-Film GmbH, Berlin.
Drei Mäderl um Schubert erhielt von der nationalsozialistischen Filmprüfstelle die Prädikate „künstlerisch wertvoll“ und „volksbildend“. Der Film lief gelegentlich auch unter dem Titel Die vom Dreimäderlhaus.
1958 entstand, ebenfalls in Österreich, eine Neuverfilmung des Operettenstoffs unter dem Titel Das Dreimäderlhaus.

## Kritik
„Franz Schubert wird von seinem Verleger ins Haus eines Wiener Hofglasermeisters entsandt, um dort bei der Trauung einer der drei Meistertöchter die Orgel zu spielen. Zu seinem Schmerz entdeckt er in der Braut die von ihm heimlich umschwärmte Geliebte; auch die Liebe ihrer beiden Schwestern kann er nicht endgültig erringen. Der Film, ein von leiser Melancholie überschattetes Biedermeieridyll, ist pseudobiografisch, aber in der Hauptrolle bemerkenswert und musikalisch reichhaltig ausstaffiert mit frei bearbeiteten Schubertschen Melodien.“

„Der Film ist trotz seines biografischen Anstrichs rein fiktiv und leidet vor allem dramaturgisch unter einigen Schwächen. Die Hauptfigur aber ist sehr gut besetzt. Paul Hörbiger übernahm nicht nur die Rolle des Komponisten, sondern fungierte auch als Produzent. Der beliebte Vielfilmer drehte in diesem Jahr noch sechs weitere Filme, darunter ‚Lumpacivagabundus‘ und ‚Fiakerlied‘.“